# Ognjen Mudrinski
Ognjen Mudrinski (serb. cyr. Огњен Мудрински, ur. 15 listopada 1991 w Srbobranie) – serbski piłkarz grający na pozycji napastnika. Od lutego 2020 zawodnik chorwackiego klubu HNK Gorica, do którego wypożyczony jest z Jagiellonii Białystok.

## Kariera
Mudrinski jest wychowankiem Vojvodiny Nowy Sad. W jej barwach rozegrał 7 spotkań ligowych, w których zdobył 2 gole. W 2010 roku przebywał na wypożyczeniu w Hajduku Kula. Rok później został wypożyczony do RFK Novi Sad. W sierpniu 2011 roku odszedł z Vojvodiny do FK Jagodina.